# Platan klonolistny

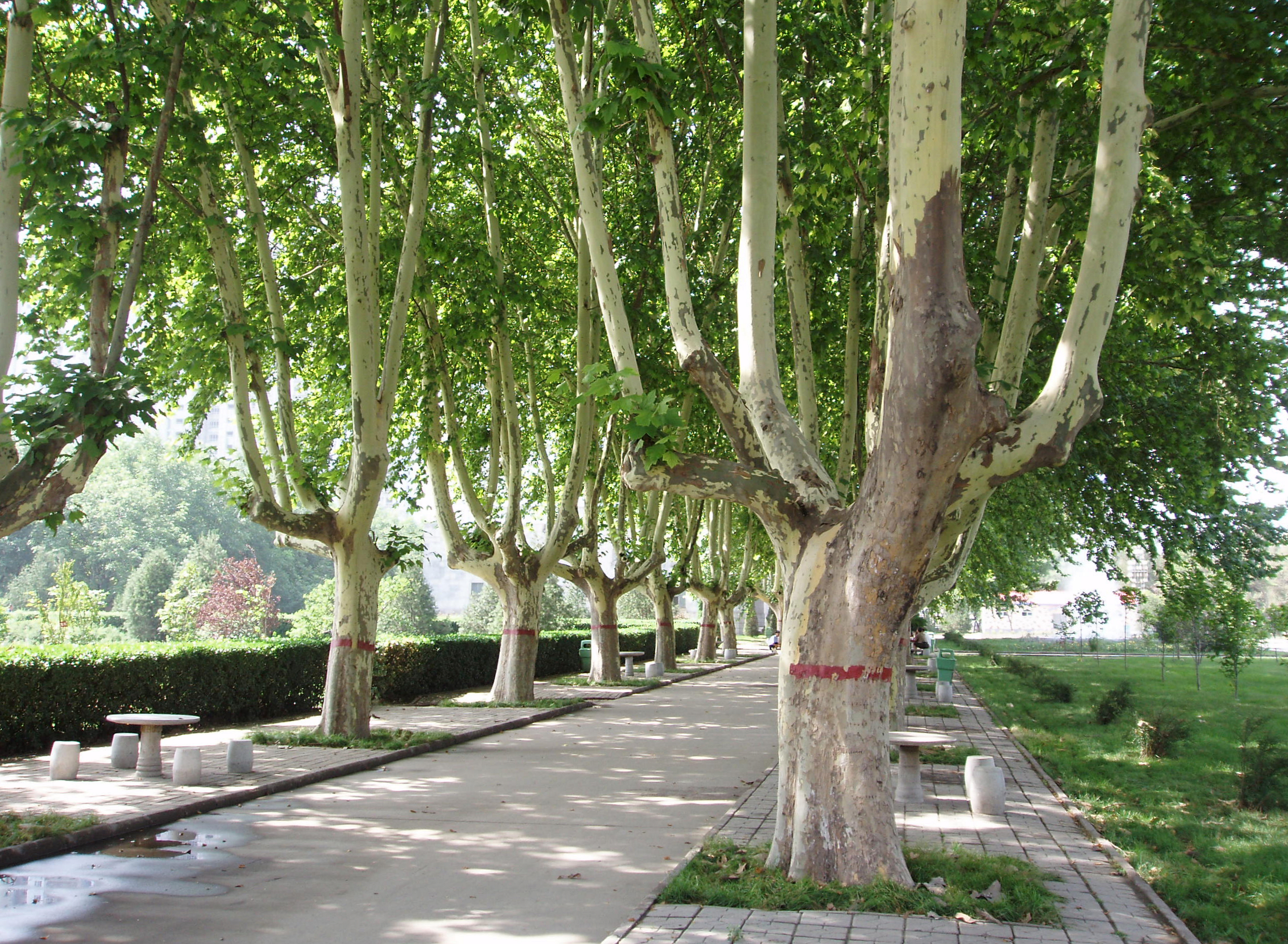
Sztucznie wyprowadzony pokrój korony wielopniowej przez usunięcie stożka wzrostu na przewodniku u młodej rośliny

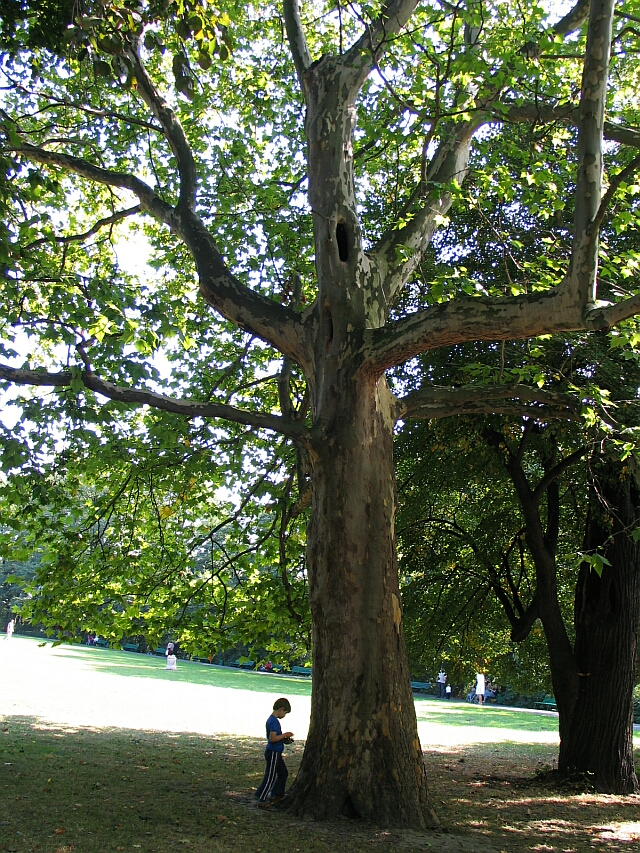
Korona wyprowadzona na wysokim pniu w wyniku okrzesania młodej rośliny

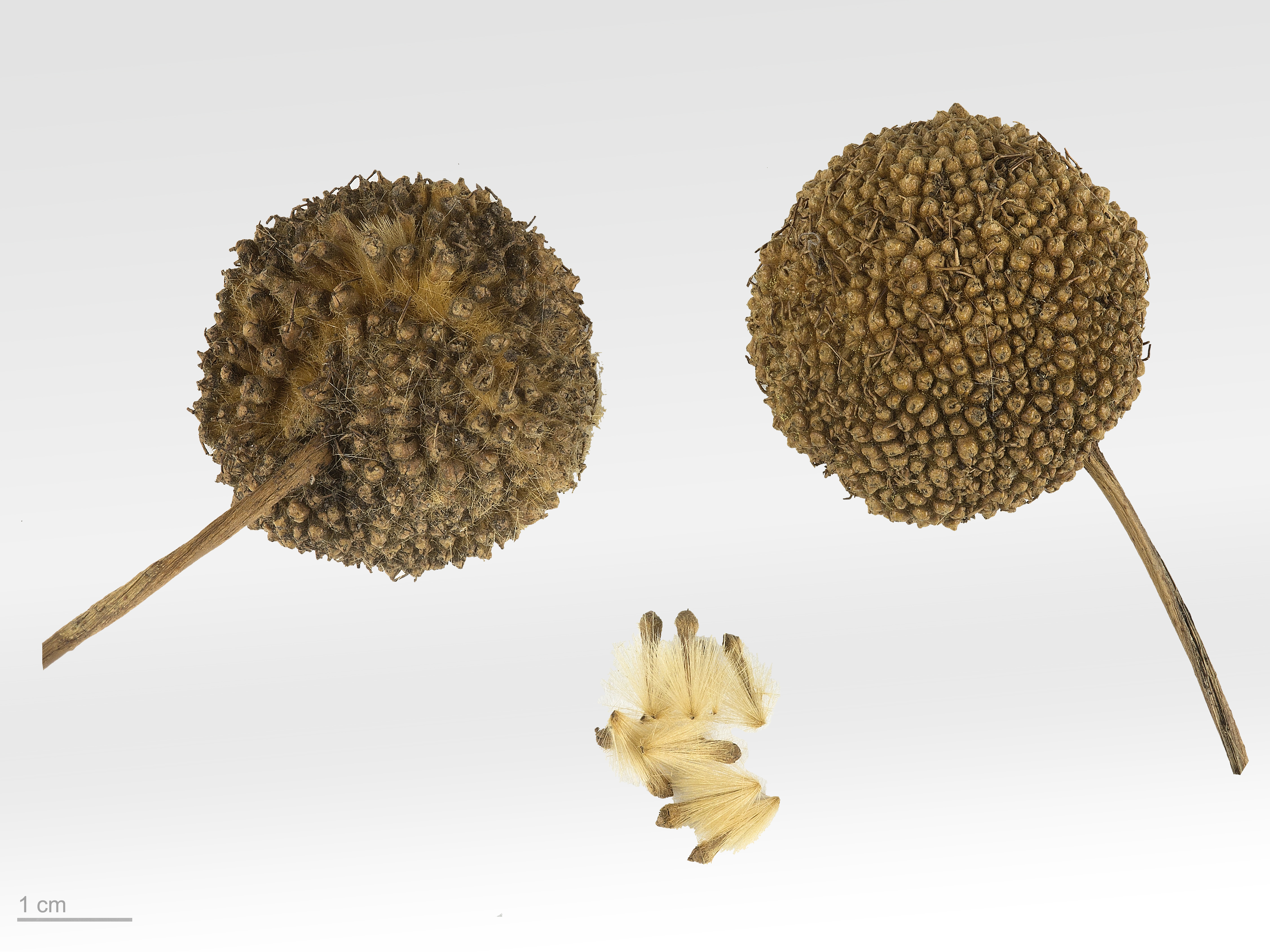
Owoce

Platan klonolistny (Platanus acerifolia) – gatunek drzewa z rodziny platanowatych. Roślina jest powszechnie uważana za mieszańca międzygatunkowego pomiędzy platanem wschodnim P. orientalis i platanem zachodnim P. occidentalis Pierwszy z nich pochodzi z Europy południowo-wschodniej, a drugi z Ameryki Północnej i po raz pierwszy został opisany na początku XVIII wieku. Uprawiany w całej Europie z wyjątkiem Skandynawii.

## Morfologia
PokrójDrzewo dorastające do 35 m wysokości, o szerokiej, rozłożystej koronie.
PieńKorowina szaropopielata, łuszcząca się długimi, wąskimi płatami, po których zostają bardzo charakterystyczne seledynowożółtawe ślady o dość gładkiej fakturze. Pień niski (jeśli nie okrzesywany), często od ziemi tworzy kilka równorzędnych konarów.
LiścieUstawione skrętolegle, o długości 12–25 cm i prawie takiej samej szerokości, 3–5-klapowe (rzadko niewyraźnie 7-klapowe), o nasadzie ściętej lub słabo sercowatej. Klapy płytko i rzadko ząbkowane. Jesienią liście przebarwiają się na kolor żółty lub żółtopomarańczowy.
KwiatyRozdzielnopłciowe, niepozorne, zebrane w gęste, kuliste główki. Kwiatostany zwisające na długich szypułach.
OwoceOwłosione orzeszki, zebrane w gęste, główkowate owocostany 2 cm średnicy na długich szypułach. Rozpadają się późną jesienią lub zimą.

## Zastosowanie
Roślina ozdobna. Jedyny gatunek z rodzaju, który wytrzymuje zimy w Europie Środkowo-Wschodniej, ale tylko w starszym wieku. Dlatego też do nowych nasadzeń zazwyczaj importuje się 12–15 letnie rośliny z Europy południowej. Cechą charakterystyczną gatunku jest duża odporność na przesadzanie (nawet w starszym wieku) oraz odmładzanie, przez silne przycinanie. Jest uprawiany głównie jako solitery w nasadzeniach parkowych oraz jako drzewo alejowe. Wymaga żyznych, głębokich gleb, najlepiej piaszczysto-gliniastych. Dobrze znosi małą wilgotność powietrza. Drewno platana klonolistnego jest dość wytrzymałe i mocne. Brunatnawa twardziel chętnie używana jest do sporządzania wysoko cenionych mebli. Okleiny pozyskiwane z bardzo jasnego bielu są z kolei powszechnie stosowane w intarsjach.

## Najstarsze i najokazalsze drzewa w Polsce
- Platan Olbrzym w Chojnie w województwie zachodniopomorskim, drzewo o obwodzie 1066 cm oraz wysokości 35 m[5], najstarszy i najgrubszy platan w Polsce, drzewo o prawdopodobnie wielokrotnym pniu;
- Platan Konstytucyjny w Dobrzycy w Wielkopolsce, obwód 1014 cm (2013) oraz 37 m wysokości[6], drzewo o pojedynczym pniu, jest największym drzewem w województwie;
- Platan z Budzicza na Dolnym Śląsku, drzewo o obwodzie 897 cm, wysokie na 29 m (2013)[7];
- Platan z Grocholina na Pałukach, potężne drzewo z beczkowato rozdętym pniem, ma 817 cm obwodu i 30 m wysokości (2011)[8];
- Platan z Włoszakowic w Wielkopolsce, obwód 791 cm, wysokość 20,5 m (2013)[9].